# Splinter Cell

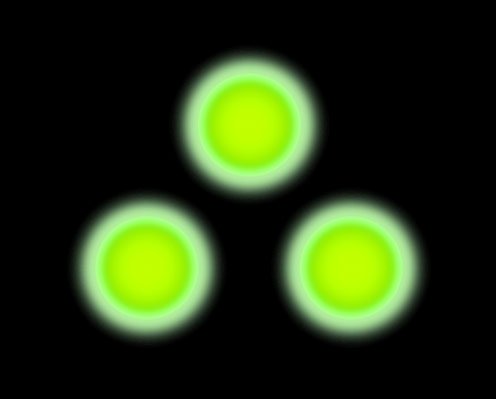
Трифокальні окуляри стали символом Splinter Cell.

Splinter Cell — серія комп'ютерних ігор у жанрі стелс-екшен, якою опікується американський письменник Том Кленсі. Завдяки успіху серії в її складі представлено вже кілька ігор і книг за мотивами.
Головний герой серії — Сем Фішер, спеціальний агент вигаданого підрозділу АНБ «Третій ешелон», що спеціалізується на потайному проникненні. У ході декількох ігор Фішер руйнує плани терористів, що загрожують безпеці США. Сем Фішер озвучений актором Майклом Айронсайдом.
Splinter Cell є торговою маркою студії Тома Кленсі Rubicon і була ліцензована Ubisoft для створення ігор. Персонажі гри, так само як і «Третій ешелон» були створені сценаристом Ubisoft Джей Ті Петті.

## Огляд
Сюжети усіх частин гри оповідають про те, як терористи розробляють зброю масового ураження, а Сем Фішер повинен перешкодити їм використати цю зброю. Місії варіюються від звичайної розвідки до захоплення в полон ворожих командирів.
Прихованість — головний елемент геймплею. Безладна стрілянина може привернути до Фішера небажану увагу, ускладнюючи проходження рівня. У перших двох частинах після трьох піднятих тривог гра закінчувалася. З третьої частини із кожною піднятою тривогою збільшується рівень обережності ворогів. Вони одягають бронежилети, посилюють патрулі і навіть влаштовують засідки.
Найкращий спосіб проходження гри — бути непомітним для ворогів, вибирати найменш небезпечні шляхи і використовувати навколишнє оточення. Гра — комбінація проблем, що вимагають швидкого вирішення. У Pandora Tomorrow уперше в стелс-іграх з'явився режим мультиплеєрної гри два-на-два. У Chaos Theory з'явився ще й кооперативний режим проходження.
Так само в ній з'явилася шкала рівня звуку і можливість вибору: всадити ворогові, що раптово з'явився ніж в нирку або оглушити, заїхавши тому в сонну артерію. Примітно, що на рівень звуку тепер впливають постріли (навіть з глушником), але не впливають діалоги Фішера і захопленої їм жертви (яку також можна стратити чи помилувати).
До речі, порівняно з двома попередніми частинами Splinter Cell, кількість діалогів з «жертвами» збільшилася разів у десять. Майже кожного можна схопити і допитати.
У Double Agent був введений ще один показник, за яким слід стежити гравцеві — шкала відношення. У цій частині Фішер стає подвійним агентом і проникає в терористичне угруповання, де повинен виконувати завдання як терористів, так і Третього ешелону. Шкала показує наскільки добре до дій Фішера відносяться терористи і АНБ, і якщо одна з шкал опуститься до нуля гру буде програно.

## Ігри
Різні частини гри розроблялися двома окремими студіями Ubisoft — Ubisoft Montreal і Ubisoft Shanghai.
- Tom Clancy's Splinter Cell (2003, Ubisoft Montreal) — АНБ організує новий секретний підрозділ «Третій ешелон». Сем Фішер, один із перших оперативників цього підрозділу, повинен запобігти війні, що розпалюється між США і Китаєм, і відшукати президента Грузії Комбайана Ніколадзе, що ховається, щоб перешкодити йому використати його секретну зброю під назвою «Ковчег».
- Tom Clancy's Splinter Cell: Extended Ops (2003, Ubisoft) — Ця частина являє собою просто набір місій, не пов'язаних між собою жодним сюжетом. Виходила тільки на мобільних телефонах.
- Tom Clancy's Splinter Cell: Pandora Tomorrow (2004, Ubisoft Shanghai) — Сем Фішер повинен зупинити харизматичного індонезійського військового лідера Сухаді Садоно, який вирішив використати небезпечний біологічний вірус «Пандора завтра» проти США (саме використання цього вірусу назвалося «Спрингфілдською демонстрацією »).
- Tom Clancy's Splinter Cell: Chaos Theory (2005, Ubisoft Montreal) — Сем Фішер повинен зупинити конфлікт між США і Північною Кореєю, який був розв'язаний хакерами корпорації Дісплейс Інтернейшенел на чолі з його старим другом Дугласом Шетландом.
- Tom Clancy's Splinter Cell: Double Agent (2006, Ubisoft Shanghai (PC, Xbox 360, PS3)/Ubisoft Montreal (PS2, Xbox, Nintendo GameCube, Wii)) — Сем Фішер проникає в терористичну організацію як подвійний агент. Він повинен перешкодити терористам використати ядерні ракети і при цьому не розкрити себе. Фішеру несподівано доводиться робити моральний вибір між порятунком мільйонів і смертю одиниць.
- Tom Clancy's Splinter Cell: Essentials (2006, Ubisoft Montreal) (PSP) — Сема Фішера заарештовують агенти АНБ за підозрою в убивстві Ламберта. Під час допитів він згадує своє минуле.
- Tom Clancy's Splinter Cell: Conviction (2010, Ubisoft Montreal) — Сем Фішер виявляє, що «Третій ешелон» почав займатися темними справами. Фішера оголошують ворогом країни і він змушений ховатися від найкращих агентів спецслужб США. Гра вийшла на Xbox 360 і Windows.
- Tom Clancy's Splinter Cell Compilation (2011, Ubisoft Montreal) — Перевидання перших трьох частин гри для PlayStation 3 у рамках проекту Classics HD. У грі буде HD роздільна здатність, трофеї, 3D із поліпшеними текстурами і спец ефектами. Збірник вийде 1 квітня 2011 року.[1]
- Tom Clancy's Splinter Cell: Blacklist (2013, Ubisoft Toronto) — Шоста частина серії. Гра вийшла для платформ PC, Xbox 360, PlayStation 3.
- Tom Clancy's Splinter Cell 7 (Ubisoft Toronto) — Гра запланована для платформ PC, Xbox One, PlayStation 4.

## Книги
Всі книги за мотивами Splinter Cell були написані різними авторами під одним псевдонімом Девід Майклс. Перші дві книги написав американський автор Реймонд Бенсон, відомий за декількома книгами про Джеймса Бонда. Наступні дві книги написав інший невідомий автор. 
- Tom Clancy's Splinter Cell (2004, Реймонд Бенсон)
- Tom Clancy's Splinter Cell: Operation Barracuda (2007, Реймонд Бенсон)
- Tom Clancy's Splinter Cell: Checkmate (2006, Реймонд Бенсон)
- Tom Clancy's Splinter Cell: Fallout (2007, Реймонд Бенсон)

## Фільм
Існування фільму було підтверджено рекламним роликом у колекційному виданні Splinter Cell: Chaos Theory. Права на фільм отримала Paramount Pictures. Спочатку на роль режисера був заявлений Пітер Берг, а сценаристами повинні були стати Джей Ті Петті і Джон Джей МакЛауглін.[джерело?]
Влітку 2005 року Джей Ті Петті і Пітер Берг, який волів концентруватися на бойовику «Королівство», пішли з проекту, а права на фільм перейшли до DreamWorks SKG, ініціатором такої зміни став продюсер фільму і менеджер письменника Тома Кленсі — Майкл Овітц. Також відомо, що головну роль у фільмі зіграє актор Джейсон Стейтем. Що стосується прем'єри, то вона призначена на 2013.[джерело?]

## Інше
- Спочатку Том Кленсі відхилив ідею триоких окулярів Сема Фішера, стверджуючи, що неможливо поєднати в приладі термальне і нічне бачення. Розробники вважали, що використання двох різних окулярів ускладнить гру і Кленсі довелося погодитися. Зараз триокі окуляри стали символом серії.[джерело?]
- У грі Rayman Raving Rabbids, яку також розробила і видала Ubisoft, як один із ворогів (кроликів-мішеней) виступають кролики, одягнені, як Сем Фішер, хоча й озброєні, як більшість супротивників, вантузами. Знамениті окуляри, звичайно ж, були при них, що показувало якусь самоіронію Ubisoft над однією з найкращих своїх серій.
- У Splinter Cell використовувалася технологія Motion capture для всіх персонажів крім самого Сема Фішера. Аніматори бажали надати Сему більше пластичності й гнучкості в рухах.[джерело?]
- У грі «Worms 4: Mayhem» також можна екіпірувати черв'яків окулярами Сема Фішера.[2]